# Festes-et-Saint-André
Festes-et-Saint-André är en kommun i departementet Aude i regionen Occitanien  i södra Frankrike. Kommunen ligger  i kantonen Limoux som ligger i arrondissementet Limoux. År 2022 hade Festes-et-Saint-André 187 invånare.

## Befolkningsutveckling
Antalet invånare i kommunen Festes-et-Saint-André
Referens: INSEE